# Eliza Sutsu
Eliza Sutsu, gr. Ελίζα Σούτσου (ur. 1837 w Atenach, zm. 1887 tamże) – rumuńsko-grecka pisarka i tłumaczka. 

## Życiorys
Była córką oficera i polityka Skarlatosa Sutsosa, fanarioty wywodzącego się ze starej greckiej arystokracji, i Elpidy „Nadiny” A. Kandakuzinu.
Otrzymała gruntowne wykształcenie i znając kilka języków zajmowała się tłumaczeniem książek i artykułów zamieszczanych w prasie oraz czasopismach ilustrowanych z tamtego okresu. Przetłumaczyła m.in. utwory autorów francuskich: Madeleine Julesa Sandeau (1879), La charité privée à Paris Maxime du Campa (1884), Le couvent des capucins Alexandre'a Dumasa, Les Martyrs de la science Gastona Tissandiera.
Współpracowała z różnymi pismami, m.in.: „Estia” (Εστία), „Pikili Stoa” (Ποικίλη Στοά), „Ewdomas” (Εβδομάς), „Revue du Monde”.
Nigdy nie wyszła za mąż; zmarła jako zaledwie 50-letnia w Atenach z powodu choroby serca. W jej pogrzebie uczestniczył premier Charilaos Trikupis i minister spraw zagranicznych Stefanos Dragumis; mowę pogrzebową wygłosił stryj, prof. Joanis Sutsos.